# Kentucky Derby 1906
Kentucky Derby 1906 var den trettioandra upplagan av Kentucky Derby. Löpet reds den 2 maj 1906 över 1 1⁄4 miles (2 012 m). Löpet vanns av Sir Huon som reds av Roscoe Troxler och tränades av Peter Coyne.
Förstapriset i löpet var 4 850 dollar. Sex hästar deltog i löpet efter att Creel strukits. Det var det första Kentucky Derby där segertiden skrev i femtedels sekund istället för fjärdedels sekund.

## Resultat
| P | S | Häst          | Jockey          | Tränare            | Ägare                 | Tid     |
| - | - | ------------- | --------------- | ------------------ | --------------------- | ------- |
| 1 | 4 | Sir Huon      | Roscoe Troxler  | Peter Coyne        | Bashford Manor Stable | 2:08.80 |
| 2 | 3 | Lady Navarre  | Tommy Burns     | George P. Brazier  | Charles R. Ellison    |         |
| 3 | 5 | James Reddick | Joseph Dominick | George P. Brazier  | Charles R. Ellison    |         |
| 4 | 2 | Hyperion II   | Dale Austin     | Joseph S. Hawkins  | J. S. Hawkins & Co.   |         |
| 5 | 1 | Debar         | Dave Nicol      | William T. Woodard | H. Shannon & Co.      |         |
| 6 | 6 | Velours       | Edward Walsh    | Frank Bruhns       | H. Franklin           |         |

Segrande uppfödare: George J. Long; (KY)